# SO-04H
ドコモ スマートフォン Xperia X Performance SO-04H（ドコモ スマートフォン エクスペリア エックス パフォーマンス エスオーゼロヨンエイチ）は、ソニーモバイルコミュニケーションズによって開発された、NTTドコモの第4世代移動通信システム（PREMIUM 4G）・第3.9世代移動通信システム（Xi）・第3世代移動通信システム（FOMA）対応端末である。ドコモ スマートフォン（第2期）のひとつ。

## 概要
SO-01Hの後継機種だが、従来の「Xperia Z」シリーズから「Xperia X」シリーズにブランド名を刷新。本機種はXperia X Performanceの日本国内ローカライズモデルで、Xperia Xシリーズの日本国内第1弾端末となる。
従来機種と比べてスタミナ面の強化が図られており、最大2日間の長寿命を実現している。
カメラ性能では新たに先読みオートフォーカスを搭載。被写体の動きを予測することによって正確に被写体をとらえ、ブレを軽減する事が可能となっている。さらに、フロントカメラは1320万画素にスペックアップ。セルフィーに最適な画質となっている。
また、デザイン面ではXperiaシリーズでは初となる金属素材を採用しており、WhiteとGraphite Blackはヘアライン加工、Lime GoldとRose Goldにはサンドブラスト加工がそれぞれ施されている。
キャッチコピーは「生まれ変わったXperia。最新鋭のパフォーマンスをこの1台に。」。

## 主な機能
| 主な対応サービス                                                             | 主な対応サービス                                      | 主な対応サービス                     | 主な対応サービス                                                  |
| ---------------------------------------------------------------------------- | ----------------------------------------------------- | ------------------------------------ | ----------------------------------------------------------------- |
| タッチパネル/加速度センサー                                                  | PREMIUM 4G/Xi/FOMAハイスピード/VoLTE(HD+対応)         | Bluetooth                            | dカード/おサイフケータイ/NFC/かざしてリンク/赤外線/トルカ         |
| ワンセグ/フルセグ                                                            | メロディコール                                        | テザリング                           | WiFi IEEE802.11a/b/g/n/ac                                         |
| GPS                                                                          | ドコモメール/電話帳バックアップ                       | デコメール/デコメ絵文字/デコメアニメ | iチャネル                                                         |
| エリアメール/ソフトウェアーアップデート自動更新/生体認証 (指紋／虹彩)/スグ電 | デジタルオーディオプレーヤー(WMA・MP3他)/ハイレゾ音源 | GSM/3Gローミング(WORLD WING)         | フルブラウザ/Flash Player                                         |
| Google Play/dメニュー/dマーケット                                            | Gmail/Google Talk/YouTube/Picasa                      | バーコードリーダ/名刺リーダ          | ドコモ地図ナビ/ドコモ ドライブネット/Google Maps/ストリートビュー |

## 歴史
- 2016年2月22日（現地時間） - スペイン・バルセロナの携帯電話展示会「MWC2016」にてソニーモバイルコミュニケーションズよりグローバルモデル発表。この時点で日本国内での販売も予告されていた[4]。
- 2016年5月11日 - NTTドコモより公式発表。
- 2016年6月24日 - 発売開始。